# 4-Punkt-Spiel
Das 4-Punkt-Spiel (engl. Four-point-play) ist eine Spielsituation im Basketball.
Wenn ein Spieler bei einem Wurf hinter der Dreipunktelinie gefoult wird und den Wurf trifft, bekommt er anschließend einen Freiwurf zugesprochen. Kann er diesen treffen, erzielt er insgesamt 4 Punkte und somit ein 4-Punkt-Spiel. Es ist die höchste Punktzahl, die eine Mannschaft mit einem Ballbesitz erzielen kann. Ein 4-Punkt-Spiel kommt im Basketball selten vor, da ein Foul bei einem Wurfversuch von der Dreipunktelinie normalerweise einen erfolgreichen Treffer verhindert.

## Beachtenswerte Ereignisse
- Das erste 4-Punkt-Spiel der NBA-Geschichte schaffte Sam Smith von den Chicago Bulls am 21. Oktober 1979 gegen die Milwaukee Bucks.[1]
- Am 5. Juni 1999 gewann Larry Johnson von den New York Knicks das dritte Spiel der Eastern Conference Finals mit einem 4-Punkte-Spiel.[2]
- Am 27. April 2009 erreichte James Jones von den Miami Heat zwei 4-Punkte-Spiele innerhalb von elf Sekunden. Dadurch teilt er sich zwei NBA-Rekorde mit Jamal Crawford: Die meisten 4-Punkt-Spiele eines Spielers innerhalb eines Spiels und die meisten 4-Punkt-Spiele eines Spielers innerhalb eines Viertels.
- Am 2. Dezember 2014 wurde Jamal Crawford auch der alleinige NBA-Rekordhalter mit 42 4-Punkt-Spielen.[3]